# Robey Sportswear
Robey Sportswear, anche nota semplicemente come Robey, è un'azienda olandese di abbigliamento sportivo, con sede a Rotterdam.

## Storia

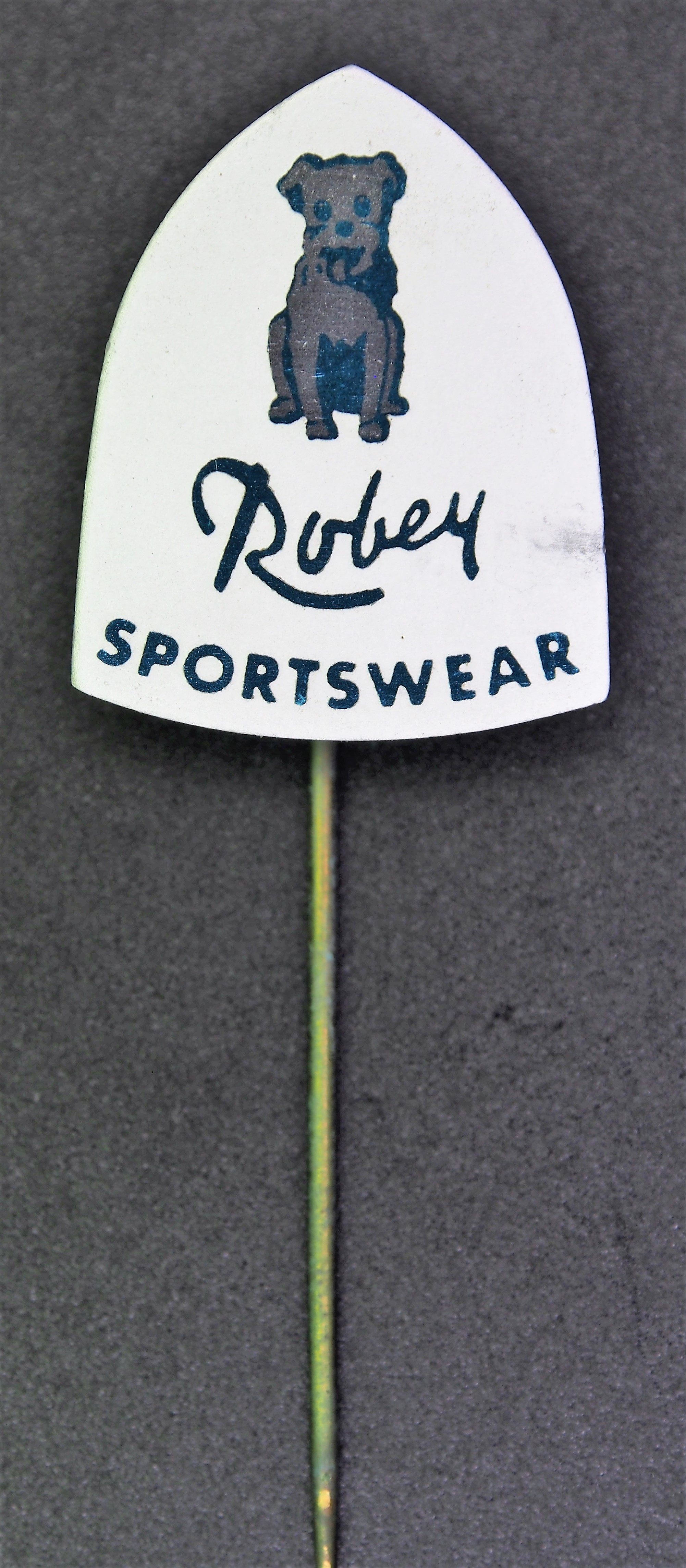
Vecchia locandina pubblicitaria di Robey.

Robey fu fondata nel 1947 da Pieter Bey, che partì dal suo appartamento a Blijdorp, un sobborgo di Rotterdam.
Inizia a produrre abbigliamento calcistico, arrivando a essere sponsor tecnico della nazionale di calcio olandese e di molti club nei Paesi Bassi, come il Groningen. Successivamente, dagli anni '60, il marchio è presente non solo nell'ambito del calcio, ma anche nella pallavolo e nel tennis.
Tuttavia, a partire dagli anni '90, Robey ha attraversato una fase di declino, fino a scomparire quasi completamente dal mercato. Tuttavia, il marchio è stato rilanciato nel 2012 da un gruppo di giovani imprenditori di Rotterdam appassionati di sport. Questo rilancio ha segnato una nuova fase di crescita, marcata dal ritorno nel calcio professionistico con la produzione dei kit di gara per il club cittadino dello Sparta Rotterdam e culminata con la vittoria della Coppa KNVB da parte del Groningen nel 2015, considerata una tappa significativa nella storia contemporanea dell'azienda.
Attualmente, i kit di gara di 11 club professionistici e più di 300 squadre dilettantistiche di calcio nei Paesi Bassi sono prodotti da Robey, che inoltre si è espansa oltre i confini nederlandesi, diventando sponsor tecnico del club tedesco di Regionalliga West, Fortuna Köln.

## Nome dell'azienda
Il nome dell'azienda deriva dalla fusione di Ro e Bey, rispettivamente le prime due lettere della città di Rotterdam e il cognome del fondatore Pieter Bey.

## Sponsorizzazioni

### Calcio
Robey è sponsor tecnico di 11 club professionistici:
- De Graafschap
- Den Bosch
- Fortuna Köln
- Fortuna Sittard
- Groningen
- N.E.C.
- Sparta Rotterdam
- Telstar
- Vitesse
- Volendam
- Willem II